# إكسورة صينية
إكسورة صينية (الاسم العلمي:Ixora chinensis) هي نوع من النباتات يتبع جنس الإكسورة من الفصيلة الفوية.